# هامبرتو بانديناي
هامبرتو بانديناي (بالإسبانية: Humberto Bandenay؛ مواليد 4 سبتمبر 1994) هو مُقاتل فنون قتالية مختلطة بيروفي.

## وصلات خارجية
- هامبرتو بانديناي على موقع يو إف سي (الإنجليزية)
- هامبرتو بانديناي على موقع شيردوغ (الإنجليزية)
- هامبرتو بانديناي على موقع IMDb (الإنجليزية)
- هامبرتو بانديناي على موقع قاعدة بيانات الفيلم (الإنجليزية)